# باشگاه فوتبال ویلیاندی تولویک
باشگاه فوتبال ویلیاندی تولویک (استونیایی: Viljandi JK Tulevik) یک باشگاه فوتبال در شهر ویلیاندی، استونی است.
این باشگاه که در سال ۱۹۱۲ تاسیس شده سابقه یک نایب قهرمانی در لیگ برتر فوتبال استونی و ۲ نایب قهرمانی در جام حذفی فوتبال استونی را در کارنامه دارد.